# 国際オリエンテーリング連盟
国際オリエンテーリング連盟（こくさいオリエンテーリングれんめい、International Orienteering Federation）はオリエンテーリングの国際競技連盟であり、本部はフィンランドのヘルシンキにある。
1977年にIOCの承認国際競技連盟に指定された。

## 概要

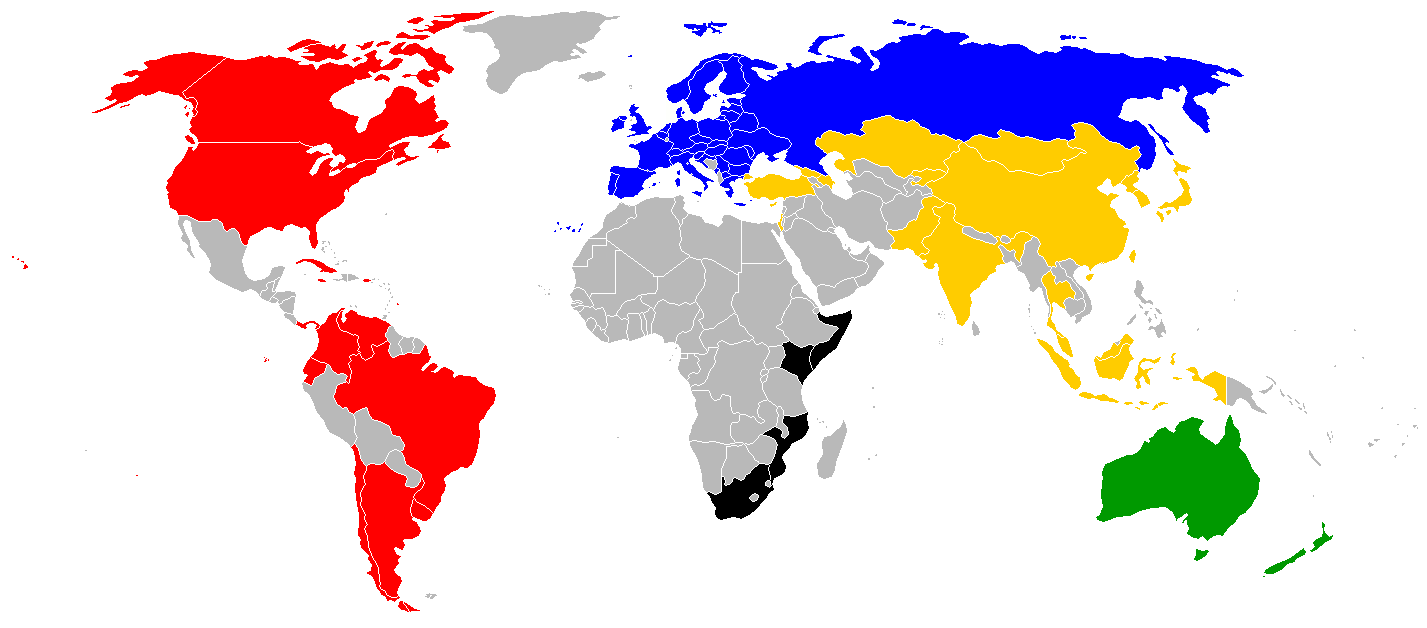
IOF加盟国・地域一覧

IOFは1961年にデンマーク・コペンハーゲンでの設立総会を持ってブルガリア、チェコスロバキア、デンマーク、西ドイツ、東ドイツ、フィンランド、ハンガリー、ノルウェー、スウェーデン、スイスのオリエンテーリング協会により設立。2011年現在、73か国・地域が正式加盟している。連盟が公式に推進している種目は
- フット・オリエンテーリング
- トレイル・オリエンテーリング
- スキー・オリエンテーリング
- MTBオリエンテーリング

の4種目である。

## 主催大会
- 世界オリエンテーリング選手権
- 世界トレイル・オリエンテーリング選手権
- 世界スキーオリエンテーリング選手権
- 世界MTBオリエンテーリング選手権
- ジュニア世界選手権
- オリエンテーリング・ワールドカップ